# Аракелян, Самвел Вашикторович
Самвел Аракелян (род. 16 сентября 1965) — армянский футболист, игравший на позиции полузащитника. Один из первых легионеров харьковского «Металлиста».

## Биография
Футбольную карьеру начал в 1983 году в составе «Спартака» из Октемберяна, который в то время выступал во Второй лиге СССР. В команде сыграл 26 матчей и отметился 2 голами. О его карьере с 1984 по 1986 год данные отсутствуют. С 1987 года снова выступал в октемберяновском «Спартаке», который в 1990 году сменил свое название на «Аракс».
В 1991 году стал игроком клуба «Котайк». Дебютировал в футболке абовянского клуба 8 апреля 1991 в домашнем поединке 2-го тура Первой лиги против сухумского «Динамо». Аракелян вышел на поле на 50-й минуте, заменив Эмиля Месропяна. В следующем году стал участником первого розыгрыша независимого чемпионата Армении. В 1993 году уехал в Украину, где подписал контракт с харьковским «Металлистом». Дебютировал в футболке харьковского клуба в домашнем поединке 1-го тура Высшей лиги против днепропетровского «Днепра». Аракелян вышел на поле на 58-й минуте, заменив Эрика Ашурбекова. За «Металлист» в чемпионате Украины сыграл только 3 матча.
В 1994 году вернулся в Армению, где завершил карьеру футболиста в футболке «Котайка». 